# Antonio Borrero Cortázar

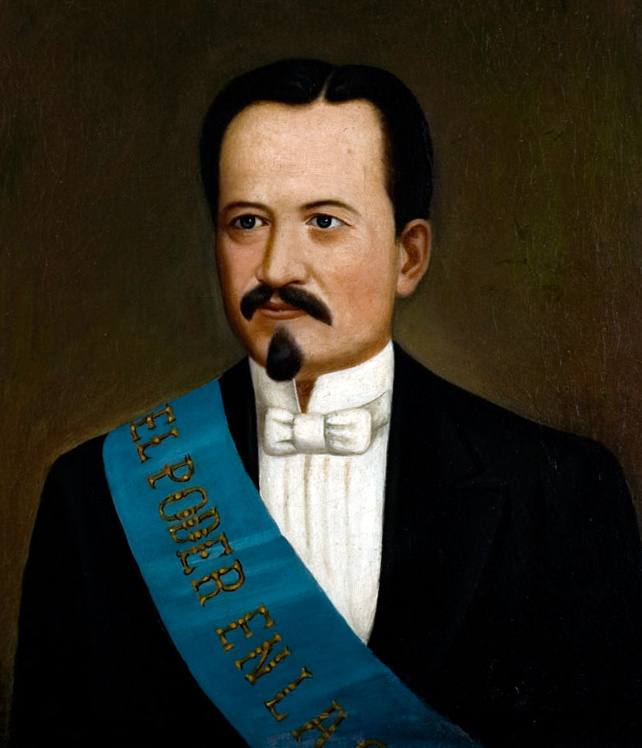
Antonio Borrero Cortázar

Antonio María Vicente Narciso Borrero y Cortázar (* 28. Oktober 1827 in Cuenca, Ecuador; † 9. Oktober 1911 in Charasol, heute: Parroquia Borrero, Azogues, Provinz Cañar, Ecuador) war ein ecuadorianischer Politiker, der unter anderem zwischen 1863 und 1864 Vizepräsident sowie von 1875 bis 1876 Präsident der Republik Ecuador war.

## Leben

### Staatsanwalt, Journalist und Vizepräsident
Antonio María Vicente Narciso Borrero y Cortázar, Sohn von Manuel Isidoro Borrero Seminario und Francisca Cortazar Requena, war ein jüngerer Bruder des Politikers Ramón Antonio Borrero y Cortázar (1824–1894), der als Vizepräsident des Nationalkonvents vom 11. 14. Oktober 1883 kurzzeitig amtierendes Staatsoberhaupt war. Seine erste Ausbildung erhielt er von seiner Tante Ignacia Borrero Atienza und besuchte ab 1831 die weiterführende Schule, ehe er 1840 mit dreizehn Jahren ein Studium der Rechtswissenschaften begann. Nach dessen Abschluss wurde er 1848 mit knapp einundzwanzig Jahren zum Staatsanwalt (Abogado de la República) ernannt. Zu dieser Zeit erlebte Ecuador bereits die politischen und sozialen Veränderungen, die sich im Zuge der März-Revolution (Revolución Marcista) vollzogen hatten, die 1845 die Herrschaft von General Juan José Flores beendete. Trotz der äußerst konservativen ideologischen und politischen Konzepte, die das Land in jenen Jahren prägten, zeichneten ihn seine hohen Ideale und fortschrittlichen Prinzipien unter der liberalen Jugend aus, die für die Rechte des Volkes und die öffentlichen Freiheiten kämpfte, und zwar durch die Presse, die eines seiner damaligen Betätigungsfelder war. 
„Seine gewandte Feder riss mühelos die Mauern seiner Gegner nieder; und seine Triumphe brachten ihm Ruhm und Ansehen in der Meinung seiner Mitbürger ein.“

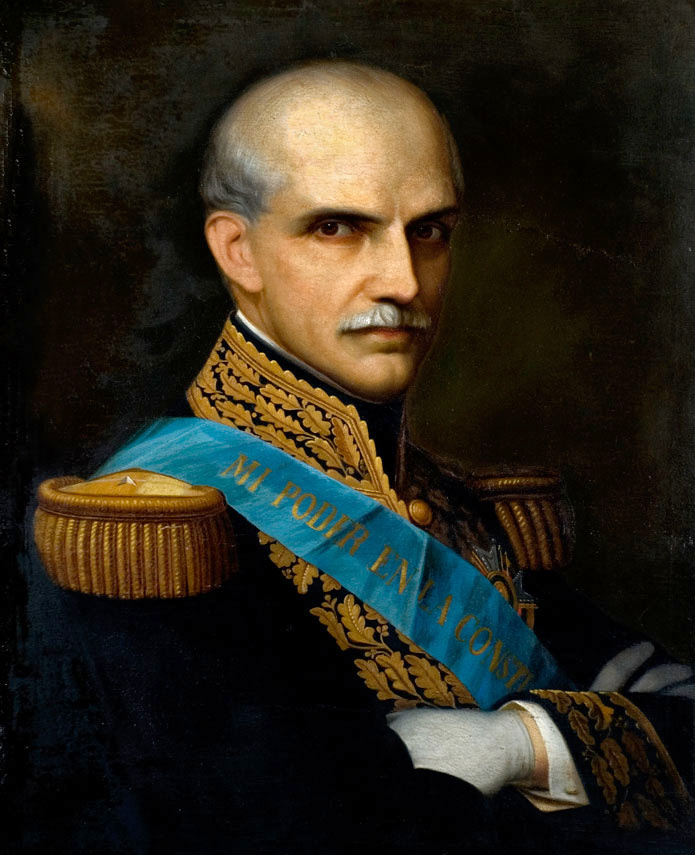
Nach der Ermordung von Gabriel García Moreno wurde Antonio Borrero 1875 Präsident der Republik Ecuador.

1856 gründete Borrero zusammen mit anderen prominenten Persönlichkeiten die Tageszeitung „La República“ und wurde 1857 als Vertreter der Provinz Azuay zum Abgeordneten des Kongresses gewählt, in dem er gegen die Regierung von General Francisco Robles antrat. Seine Leistungen im Kongress steigerten sein Ansehen, und am 30. August 1863 wurde er auf Vorschlag von Gabriel García Moreno als Nachfolger von Mariano Cueva Vallejo zum Vizepräsidenten der Republik ernannt. Er verzichtete jedoch zweimal vor dem Kongress auf sein Amt, da er glaubte, er sei dabei – wie es tatsächlich geschah – vom Präsidenten unter Druck gesetzt worden. Diese ehrliche Haltung eines unbestechlichen Republikaners öffnete ihm die Türen des Landes, und García Moreno selbst nannte ihn 
„… den Cato von Cuenca, wegen seiner Strenge in seinen Sitten, der Rechtschaffenheit in seinem öffentlichen Leben und seines selbstlosen Patriotismus…“.
Das Amt des Vizepräsidenten bekleidete er bis zum 6. Januar 1864, woraufhin Rafael Carvajal neuer Vizepräsident wurde. Um seine journalistische Tätigkeit weiterzuentwickeln, gründete er zusammen mit Juan Bautista Vásquez und José Rafael Arízaga die Zeitung „El Centinela en Campaña“, aus der später „El Centinela“ hervorging. Nachdem er sich 1869 vom Präsidenten distanziert hatte, gründete er „El Constitucional“, mit dem er gegen die Kandidatur von Dr. García Moreno kämpfte, der zum zweiten Mal für das Präsidentenamt kandidierte. Obwohl García Moreno am 10. August 1869 die Macht zurückerlangte, widersetzte er sich weiterhin einem Regime, das er als negativ und den Interessen der Ecuadorianer zuwiderlaufend ansah. Über die Presse entfesselte er ständig bösartige, aber patriotische Angriffe gegen den Präsidenten. Aus diesem Grund wurde er nach Peru verbannt, wo er bis nach García Morenos Ermordung am 6. August 1875 blieb.

### Wahl zum Präsidenten der Republik 1875 und Absetzung 1876

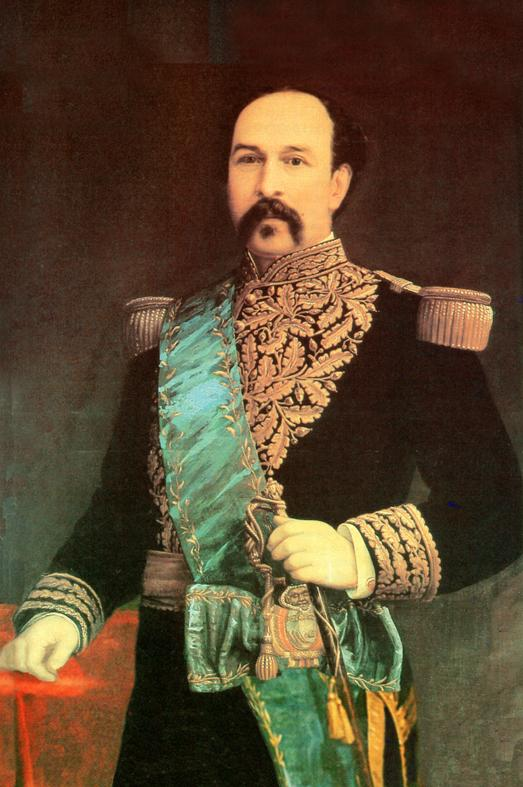
Ein Putsch unter General Ignacio de Veintemilla führte bereits 1876 zur Absetzung von Präsident Borrero.

Antonio Borreros Kandidatur zum Präsidenten 1875 wurde mit großer Begeisterung begrüßt. und stieß gerade bei den Konservativen auf wenig Widerstand. Seine religiöse Überzeugung, das Prestige seines Talents und seine unerschütterliche Ehrwürdigkeit trugen dazu bei, ihn in diesem politischen Sektor zu einem positiven Image zu machen. Andererseits gelang es ihm, fast die gesamte liberale Bewegung hinter sich zu vereinigen. So eilte seine Kandidatur, „unterstützt von Liberalen und Radikalen sowie von vielen Konservativen, die ihre schwankenden Ansichten vertreten wollten, von Erfolg zu Erfolg, und die Stimmenauszählung führte zu einem beispiellosen Siegeszug.“ Die Wahlen fanden vom 17. bis 19. Oktober 1869 statt und aus er am 12. November 1869 durchgeführten Stimmenauszählung ging Borrero mit 38.637 Stimmen als deutlicher Sieger gegenüber den anderen Kandidaten General Julio Sáenz (3.583 Stimmen) sowie Dr. Antonio Flores Jijón (2.836 Stimmen) hervor. Er übernahm am 9. Dezember 1875 das Amt des verfassungsmäßigen Präsidenten der Republik Ecuador, bevor der zu diesem Zweck in Quito einberufene Außerordentliche Kongress (Congreso Extraordinario) zusammentrat. 
Er begann sofort mit der Bildung seines Ministerkabinetts, musste jedoch schon bald einen ersten Rückschlag hinnehmen, da viele der prominenten Politiker, deren Mitarbeit er gesucht hatte, sich weigerten, die gewünschten Ämter anzutreten. Alle seine Bemühungen, eine positive Regierung zum Wohle der Entwicklung und des Fortschritts des Landes zu bilden, wurden durch den Groll der Wahlbesiegten behindert. Obwohl er mit der Unterstützung fast des gesamten Landes gewählt worden war, erhoben sich kurz nach der Amtseinführung seines Regimes die ersten Stimmen der ewig Unzufriedenen. Sie forderten die Einberufung eines neuen Verfassunggebenden Kongresses (Congreso Constituyente) zur Reform der „Schwarzen Charta“ („Carta Negra“) genannten Verfassung von 1869 (Constitución de Ecuador de 1869), die noch von García Moreno erlassen worden war und auf deren Grundlage er gewählt worden war. Unter diesen Umständen schufen seine begrenzte politische Erfahrung und sein absoluter Respekt vor dem Gesetz ein Klima der Instabilität, das in Guayaquil seinen Höhepunkt erreichte, als am 8. September 1876 ein Militäraufstand unter der Führung von General Ignacio de Veintemilla ausbrach. Die Regierung versuchte, das verfassungsmäßige Regime mit Gewalt zu verteidigen, doch die Rebellen, allesamt Kriegsveteranen, errangen unter der erfahrenen Führung des früheren Staatspräsidenten General José María Urbina – der Veintemilla unterstützte – am 14. Dezember 1876 wichtige und entscheidende Siege in den Schlachten von Galte und Los Molinos.
Die Niederlage der regierungstreuen Truppen beraubte Borrero der militärischen Unterstützung, die er zum Machterhalt benötigte. Angesichts dieser Situation erklärte sich Quito am 19. Dezember 1876 für die Revolution, und am 26. Dezember 1876 zog Veintemilla in Quito ein, um die Herrschaft des „Mannes des Gesetzes“ („El Hombre de la Ley“) zu beenden. Er wurde daraufhin gefangen genommen, als hätte er ein schweres Verbrechen begangen, und mehrere Monate lang festgehalten, bis er schließlich verbannt wurde. Er musste viele Jahre im Exil verbringen und erlitt allerlei Härten und Entbehrungen, bis Veintemilla am 10. Januar 1883 selbst gestürzt wurde.
„Borrero, nach sieben Jahren Exil, nachdem er das Brot der Ächtung gekostet und die Qualen der Ächtung erfahren hatte, fand die Türen seiner Heimat offen, doch in seinem Haus herrschte Trauer. Das Blut seines Sohnes Manuel María musste am 10. Januar die Straßen von Quito tränken, damit sein Vater sein Haus betreten konnte, das er in Trauer, verdorrt, verlassen, arm und fast mittellos vorfand. Die Kosten der langwierigen Verbannung und der Wucher und die Bösgläubigkeit einer Firma skrupelloser Geldverleiher aus Cuenca hatten sein Vermögen aufgezehrt.“
Mit der Etablierung des Progressivismus in Ecuador wurde Borrero als Nachfolger von Francisco José Moscoso im August 1888 zum Gouverneur der Provinz Azuay ernannt und bekleidete diesen Posten bis zu seiner Ablösung durch José Joaquín Malo im Juli 1892. Später wurde er Richter am Obersten Gerichtshof (Corte Superior de Justicia) und korrespondierendes Mitglied der Spanischen Sprachakademie (Academia Española de la Lengua).
Da er finanziell am Rande seiner Möglichkeiten stand, zog er sich auf sein Anwesen in Charasol in der Nähe von Azogues zurück, wo er am 9. Oktober 1911 starb.
Aus seiner Ehe mit Rosa Lucía Moscoso Cárdenas gingen sechs Töchter und drei Söhne hervor. Sein Großneffe Manuel María Borrero González (1883–1975) war 1938 kommissarischer Präsident of Ecuador, während sein Urgroßneffe der Diplomat und mehrmalige Botschafter Arturo Borrero Bustamante war.

## Veröffentlichungen
- Obras de fray Vicente Solano, de la orden de Menores en la república del Ecuador, La Hormiga de oro, Barcelona 1893
- Corona funébre. En memoria del sr. d. Antonio Borrero Cortázar, Librería é imprenta Gutenberg de Uzcátegui y cía, Guayaquil 1912

## Hintergrundliteratur
- Luis Felipe Borja: El dr. Antonio Borrero y Cortázar, Litografía e imprenta Romero, Quito 1942
- Antonio Borrero Vintimilla: Filosofía, política y pensamiento del presidente Antonio Borrero y Cortázar, 1875–1876, Universidad del Azuay, Cuenca 1999